# 2745 Сан-Мартін
2745 Сан-Мартін (2745 San Martin) — астероїд головного поясу, відкритий 25 вересня 1976 року.
Тіссеранів параметр щодо Юпітера — 3,478.
Названо на честь Хосе Франсіско де Сан-Мартін і Маторрас (ісп. José Francisco de San Martín y Matorras) — аргентинського революціонера, генерала, національного героя Аргентини.